# Langenargen
Langenargen ist eine baden-württembergische Gemeinde am Nordufer des Bodensees, etwa acht Kilometer östlich von Friedrichshafen im Bodenseekreis.

## Lage

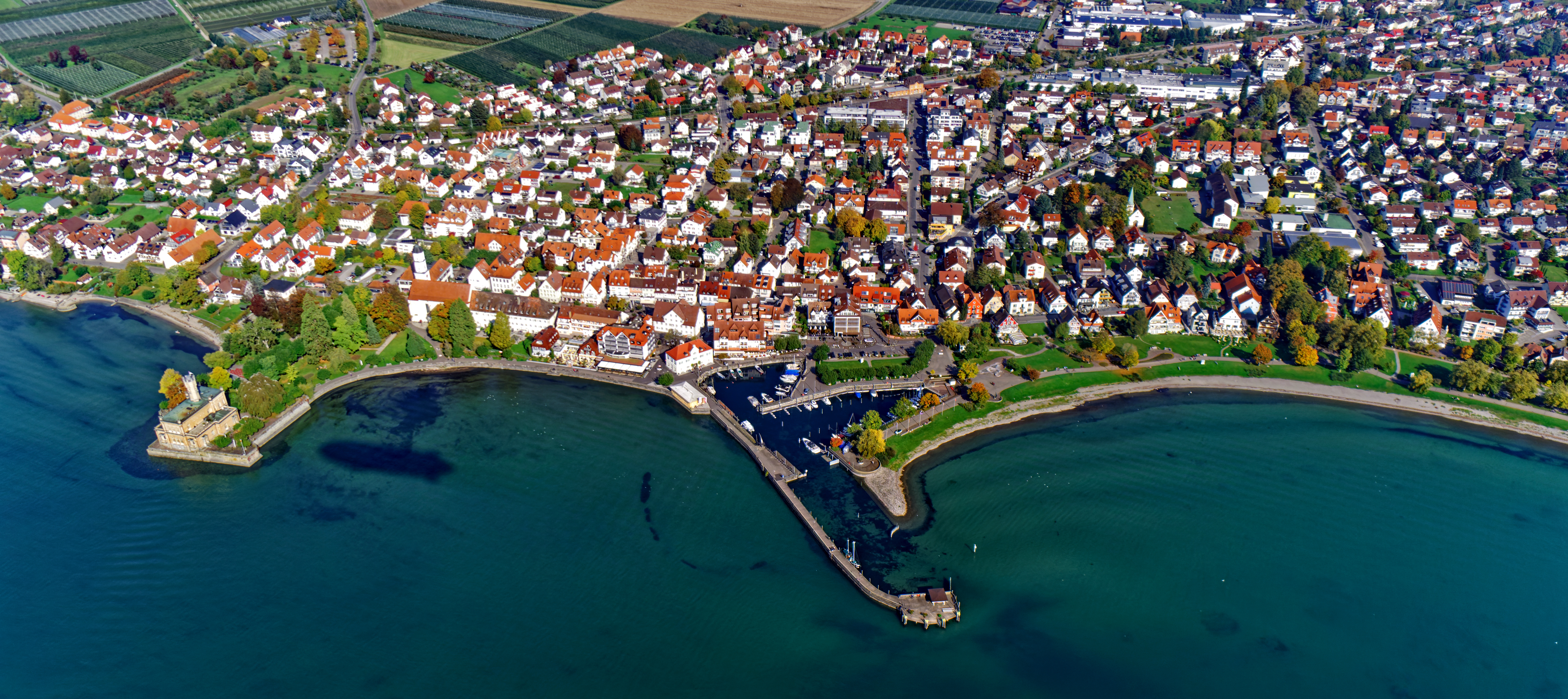
Langenargen

Die Gemeinde liegt zwischen den Mündungen der Bodenseezuflüsse Argen und Schussen auf einer weit in den hier besonders breiten Bodensee hineinragenden Landzunge.

„Langenargen ist nur mit den schönsten Ansichten bei Genua und Neapel vergleichbar.“

### Nachbargemeinden
Langenargen grenzt im Westen an Eriskirch, im Norden an Tettnang und im Osten an Kressbronn. Im Süden bildet der Bodensee die natürliche Grenze zur Schweiz.

### Gemeindegliederung
Zur Gemeinde Langenargen gehören die Dörfer Langenargen und Oberdorf, die Weiler Bierkeller, Schwedi und Tuniswald sowie die Höfe Endringerhof und Mückle.

### Schutzgebiete
Im Gebiet der Gemeinde Langenargen sind vom Regierungspräsidium Tübingen oder dem Landratsamt Bodenseekreis als unterer Naturschutzbehörde ein Naturschutzgebiet („Argen“) und fünf Landschaftsschutzgebiete („Argenaue Reutenen“, „Eiszeitliche Ränder des Argentals mit Argenaue“, „Sand- bzw. Baggergruben nördlich und westlich des Bierkellers“, „Tettnanger Wald mit Hochwacht, Krüntenbühl, Reichenbühl, Argenhardter Kopf, Schoos und Steilrand des Argentales an dem Schwandenbogen“ und „Württembergisches Bodenseeufer“) ausgewiesen.

## Geschichte

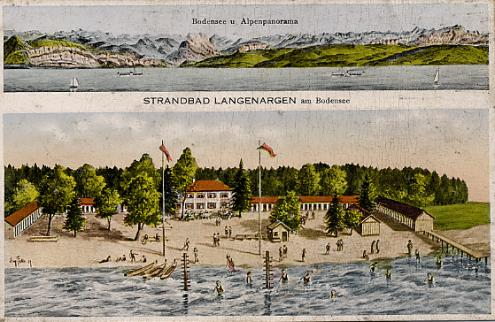
Strandbad um 1900

In den 1990er Jahren wurden auf dem Gemeindegebiet römische Funde des ersten und zweiten nachchristlichen Jahrhunderts gemacht, was zu der These führte, dass der Ortsname „Ad Arguna“ auch ohne lückenlose Besiedlungskontinuität möglicherweise auf eine römische topographische Bezeichnung zurückgeht (wie beispielsweise von dem Archäologen Eric Breuer vertreten).
Langenargen wurde unter dem Namen „Arguna“ im Jahr 773 in einer Schenkungsurkunde an das Kloster St. Gallen zum ersten Mal urkundlich erwähnt. 1193 war Heinrich von Veringen „Custos et Cellarius“ der Kirche Langenargen (ecclesiae Argeninensis). Seit 1290 im Besitz der Grafen von Montfort, entstand hier ab 1343 eine Burg und eine Münzstätte. Der Ort fungierte sodann bis zum Staatsbankrott des Jahres 1780 als Haupt- (1440–1520) oder Nebenresidenz eines Kleinststaates im Heiligen Römischen Reich Deutscher Nation, der Grafschaft Montfort.

### Herkunft des Ortsnamens
Bei der Frage nach der Herkunft des Ortsnamens „Langenargen“ wird oft angenommen, der Name komme daher, dass sich der Ort in einer beträchtlichen Länge am Bodensee-Ufer erstreckt (z. B. Memminger: Beschreibung des Oberamts Tettnang, Verlag J. G. Cotta’sche Buchhandlung, Stuttgart 1838).
In der Stiftungsurkunde des Langenargener Hospitals zum Heiligen Geist vom 12. Oktober 1491 findet sich allerdings der Ortsname „Zu der langen Argen“. Auch in der Schwäbischen Chronik des Thomas Lirer von 1486 ist vom „Schloß zu der langen Argo“ die Rede. Beides bezieht sich wahrscheinlich auf den Fluss Argen. In den Kirchenbüchern der Katholischen Kirche von Langenargen findet man im 17. Jahrhundert auch „Arga“ als Ortsname, später auch „Langen Arga“, vermutlich die umgangssprachliche Bezeichnung für „Argen“ bzw. „Langen Argen“.

### Langenargen seit dem 15. Jahrhundert

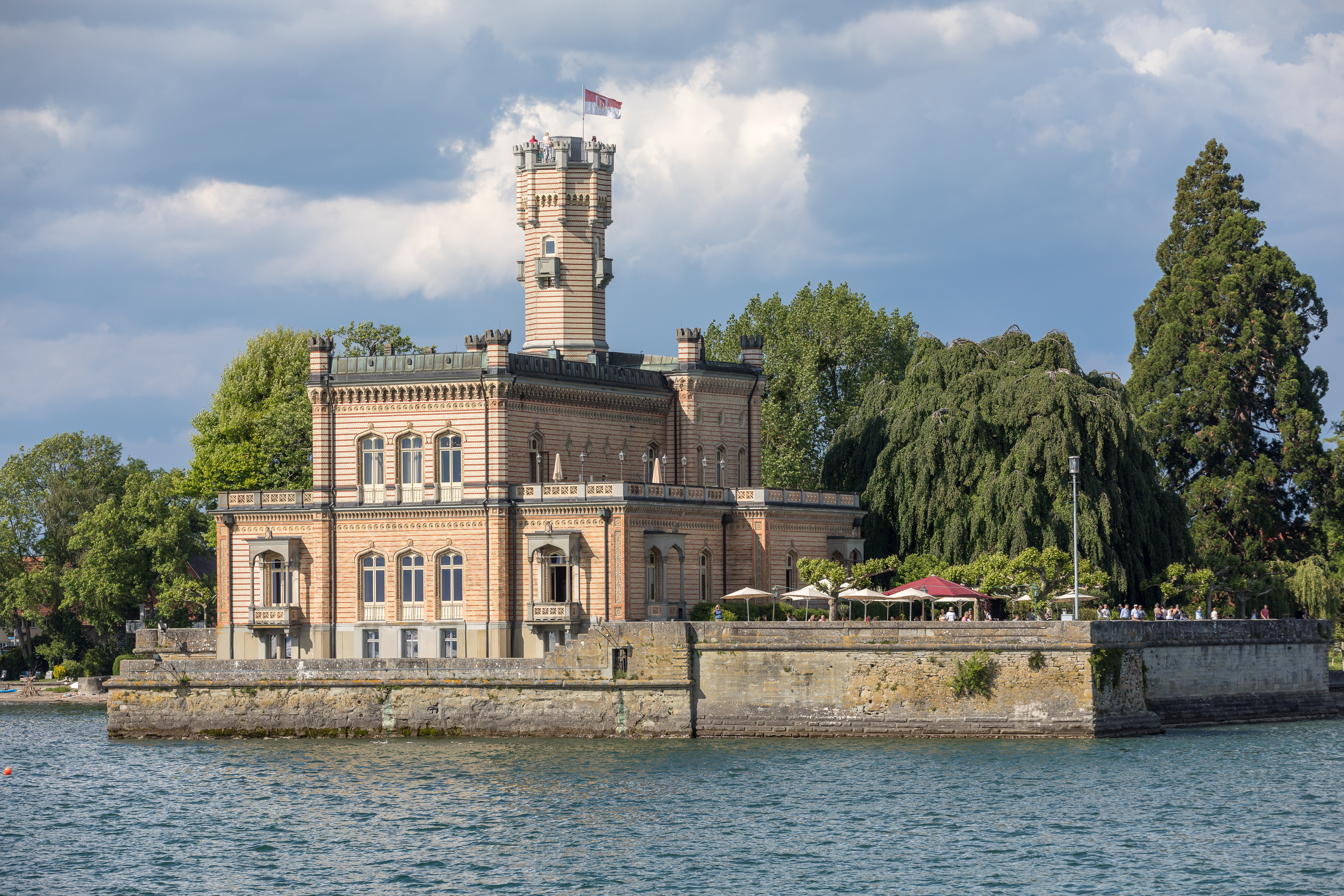
Schloss Montfort am Bodensee

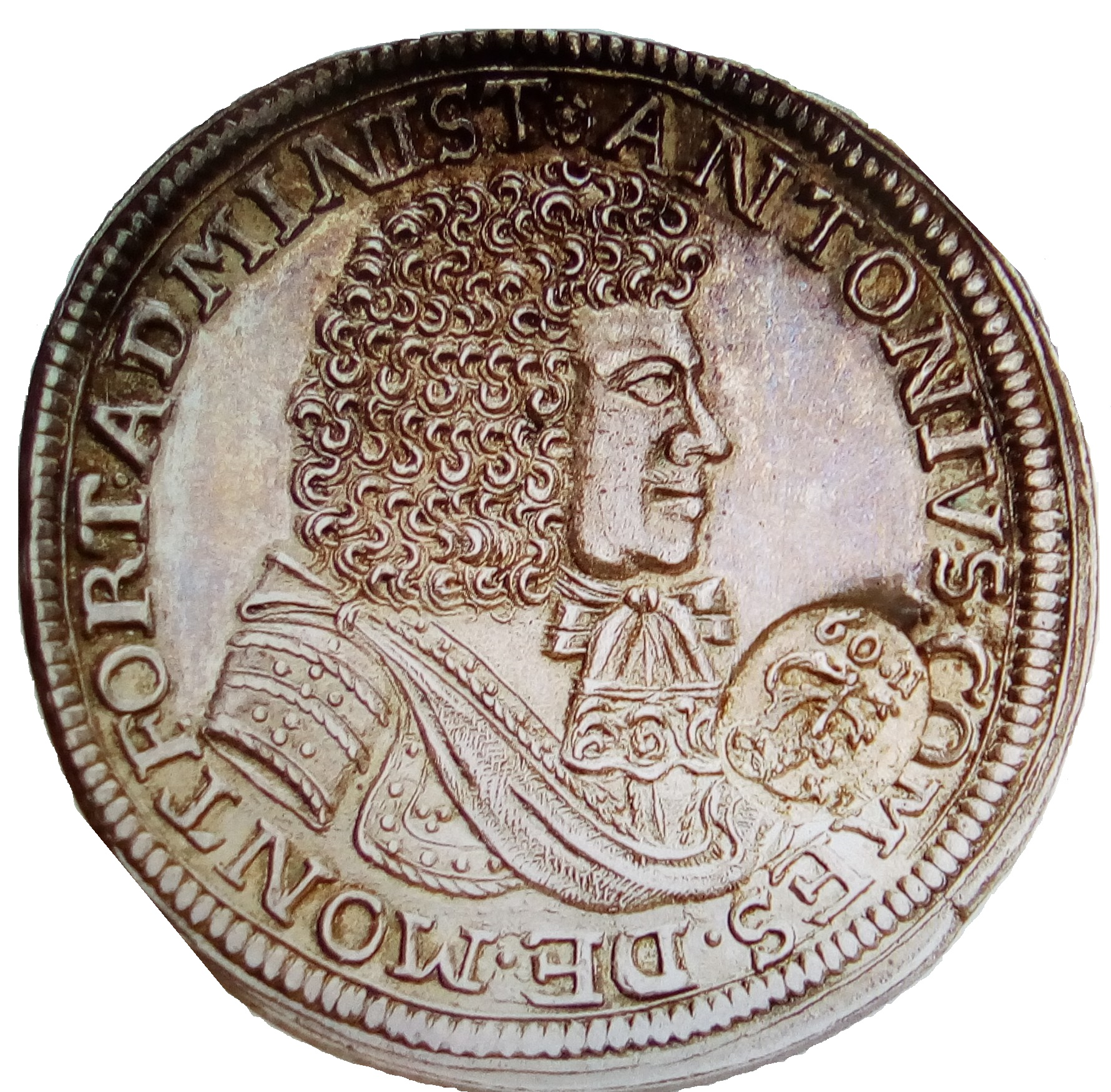
Gulden zu 60 Kreuzer von Anton II. von Montfort, 1690 im Münzhof Langenargen geprägt

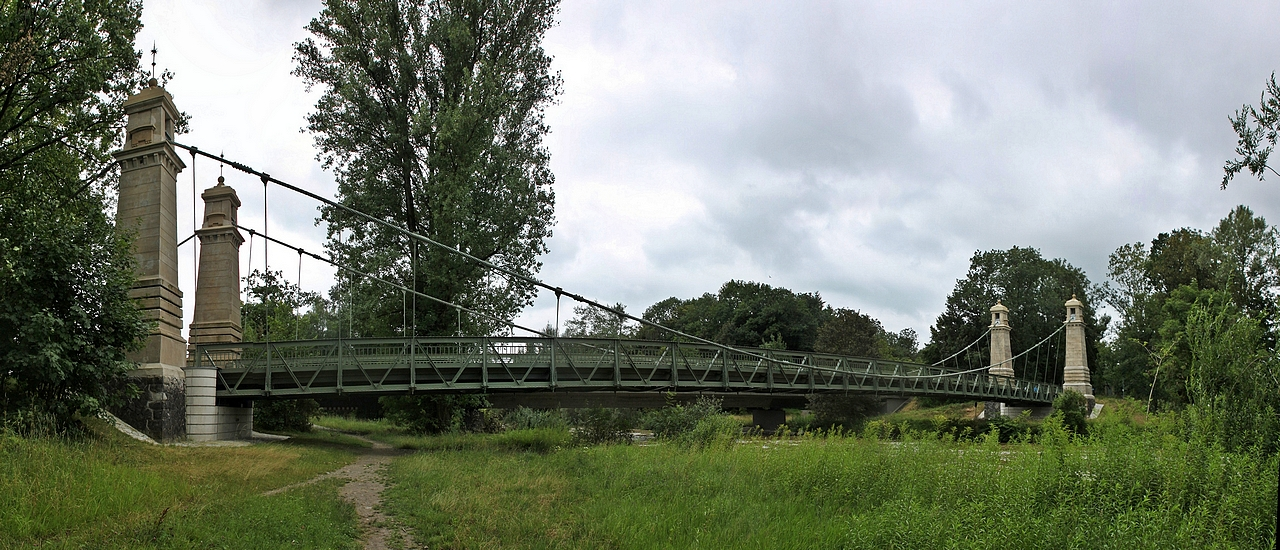
Blick auf die 1896/97 errichtete Argenbrücke

1440 wurde Argen eine Residenz der Montforter Nebenlinie Tettnang-Rothenfels. Um diese aufzuwerten, erwirkte Graf Hugo ab 1447 die Hochgerichtsbarkeit für die Herrschaft Argen, das Recht ein Kauf- und Gredhaus am See zu errichten, sowie das Recht auf einen Wochen- und Jahrmarkt. Den Abschluss dieser Bemühungen bildete das Stadtrecht von Immenstadt, das dem Marktflecken Argen von Kaiser Friedrich III. am 8. Januar 1453 verliehen wurde.
Dieses Privileg wurde 1463 bestätigt.
Seit 1577 ist in Langenargen eine Schule nachweisbar. 

1694 stiftete das Haus Montfort ein Kapuzinerkloster in Langenargen. Ab 1716 erfolgte der Neubau des Hospitals zum Heiligen Geist, ab 1718 der Neubau der katholischen Pfarrkirche St. Martin innerhalb des Stadtgrabens. Ein Vorgängerbau im Unterdorf wurde bis auf den Chor abgebrochen.
Die Stadt und die Burg der Montforter wurden im Dreißigjährigen Krieg stark zerstört, jedoch später wieder aufgebaut (siehe Seekrieg auf dem Bodensee 1632–1648). Die Burg wurde in der Folgezeit zunächst zu einem Schloss ausgebaut (spätes 17. Jahrhundert), um 1800 als Gefängnis genutzt und 1810 zum Abbruch freigegeben.

### Neuzeit
1780 traten die verschuldeten Grafen von Montfort ihre Güter an Vorderösterreich ab. Mit dem Frieden von Pressburg fielen diese 1805 an das Kurfürstentum Bayern. Durch den Grenzvertrag von 1810 ging Langenargen an das Königreich Württemberg über und wurde dem Oberamt Tettnang unterstellt. Im Rahmen der bürgerlichen Revolution von 1848 wurde der lebenslange Anspruch auf Gemeindeämter abgeschafft. Schultheiß und Gemeinderat wurden stattdessen zeitlich befristet gewählt. Das neue, bis heute erhaltene Schloss entstand von 1861 bis 1866 als privates Sommerschloss Villa Argena für König Wilhelm I. von Württemberg, der jedoch zwei Jahre vor Fertigstellung verstarb. Das Schloss wurde nach Plänen des Ravensburger Oberamtsbaurates Gottlieb Pfeilsticker mit einem achteckigen Treppen- und Aussichtsturm in der Gebäudemitte errichtet. Als Reminiszenz an das annähernd 500 Jahre hier regierende Grafengeschlecht erhielt es sodann den Namen Schloss Montfort.
1896/97 wurde mit der Hängebrücke über die Argen nach Kressbronn die erste Kabelhängebrücke Deutschlands erbaut. Zwei Jahre später erhielt Langenargen durch die Bahnstrecke Friedrichshafen–Lindau Anschluss an das Streckennetz der Württembergischen Staatseisenbahnen und der benachbarten Bayerischen Staatseisenbahnen.

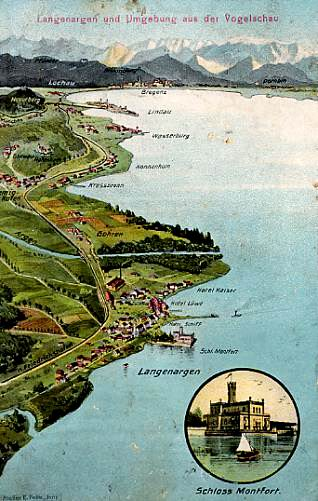
Panorama von Langenargen bis Lindau, um 1900

Im Ersten Weltkrieg fielen 41 Langenargener. Die Novemberrevolution im Spätherbst 1918, das mit ihr einhergehende Ende der Monarchie und die neuen demokratischen Staatsstrukturen führten auch in Langenargen zu tiefgreifenden gesellschaftlichen Umwälzungen. Erstmals waren alle Männer und auch die Frauen über 20 Jahren wahlberechtigt, im Jahr 1922 zog mit Anna Kling (MSPD) zum ersten Mal eine Frau in den Langenargener Gemeinderat ein.

### Zweiter Weltkrieg
1937 erfolgte die Eingemeindung des östlichen Teils der bislang selbstständigen Gemeinde Oberdorf, um Langenargen mehr räumliche Entwicklungsmöglichkeiten zu geben. Die Verwaltungsreform während der NS-Zeit in Württemberg führte 1938 zur Zugehörigkeit zum Landkreis Friedrichshafen, der nach dem Zweiten Weltkrieg, in dem 168 Einwohner fielen und weiter 34 vermisst wurden, als Landkreis Tettnang fortbestand.

### Langenargen heute
Seit 1945 lag Langenargen in der Französischen Besatzungszone und kam somit zum neu gegründeten Land Württemberg-Hohenzollern, das 1952 im Land Baden-Württemberg aufging. In den Jahrzehnten nach dem Krieg wurde das öffentliche Leben Langenargens von der am Ort stark vertretenen französischen Besatzungsmacht geprägt; so war hier bis 1986 die 2. Escadron des 13. Dragoner-Fallschirmjäger-Regiments untergebracht.
1960 gelangte das Schloss Montfort endgültig in den Besitz der Gemeinde. Die Seegfrörne des Jahres 1963, bei der die gesamte Bodenseefläche überfror, entwickelte sich zu einem gigantischen Naturschauspiel und völkerverbindendem Element zwischen den Bodensee-Anrainerstaaten.
1970 gedachte die Gemeinde Langenargen mit glanzvollen Feierlichkeiten ihrer erstmaligen urkundlichen Erwähnung vor 1200 Jahren. Auf Grund der Kreisreform in Baden-Württemberg wurde Langenargen 1973 Bestandteil des Bodenseekreises. 1976 richtete der Verein zur Förderung und Pflege der Kunst ein Museum im ehemaligen barocken Pfarrhaus am Marktplatz ein, das seither überregionale Bekanntheit genießt. Im Sommer 1993 erwiesen zwei prominente Gäste der Bodenseegemeinde ihre Reverenz: Bundeskanzler Helmut Kohl und der französische Staatspräsident Mitterrand besuchten Langenargen und trugen sich ins Goldene Buch ein.
Nach dem Pfingsthochwasser 1999, einem Jahrhunderthochwasser, blieben große Teile der seenahen Wohngebiete Langenargens wochenlang überflutet.
2022 begann im Ortsteil Bierkeller eines der größten Wohnbauprojekte für Langenargen „NaturElla“, dort werden nach der geplanten Fertigstellung 120 Wohneinheiten entstehen.

## Entwicklung des Gemeindegebiets

### Einwohnerentwicklung
Ende des 19. Jahrhunderts kam es aufgrund der rein agrarisch ausgerichteten Wirtschaftsstruktur zu einem Bevölkerungsrückgang, der verstärkt den Ortsteil Oberdorf betraf. Ab 1890 wurde diese Rückwärtsentwicklung durch einen Aufschwung im Handel- und Gewerbesektor gestoppt. Seither wird bis heute eine stetig wachsende Einwohnerzahl verzeichnet.
Bevölkerungsentwicklung in Langenargen
Im frühen 20. Jahrhundert ging das Bevölkerungswachstum auf eine hohe Geburtenrate, aber auch eine starke Zuwanderung zurück, der eine verbesserte Verkehrsanbindung und die Industrialisierung der gesamten Bodenseeregion zugrunde lagen. Die Weltwirtschaftskrise von 1929 ließ das Bevölkerungswachstum zwischen 1925 und 1933 um durchschnittlich 1,1 Prozent schrumpfen. Infolge der Ansiedlung von Rüstungsbetrieben in Friedrichshafen vergrößerte sich die Bevölkerung dann zwischen 1933 und 1939 um fast 25 Prozent.
Der Zweite Weltkrieg hatte auch Auswirkungen auf Langenargen, was sich vor allem am Anteil der männlichen Bevölkerung widerspiegelte. In den 1950er Jahren stieg die Bevölkerung durch den Zustrom Heimatvertriebener weiter an. In den Jahren des Wirtschaftswunders kam es ebenfalls zu einem Anstieg von Immigranten. Anfang der 1990er Jahre konnte Langenargens Einwohnerzahl vom Fall des Eisernen Vorhangs erheblich profitieren.

### Eingemeindungen
- 1937: Oberdorf

### Religionszugehörigkeit
| Religion       | Anteil in % | Anteil in % | Anteil in % |
| Religion       | 1910        | 1987        | 2016        |
| -------------- | ----------- | ----------- | ----------- |
| katholisch     | 90,1        | 64,5        | 48,7        |
| evangelisch    | 09,9        | 26,1        | 21,7        |
| andere / keine | 0,          | 09,4        | 29,7        |

## Politik

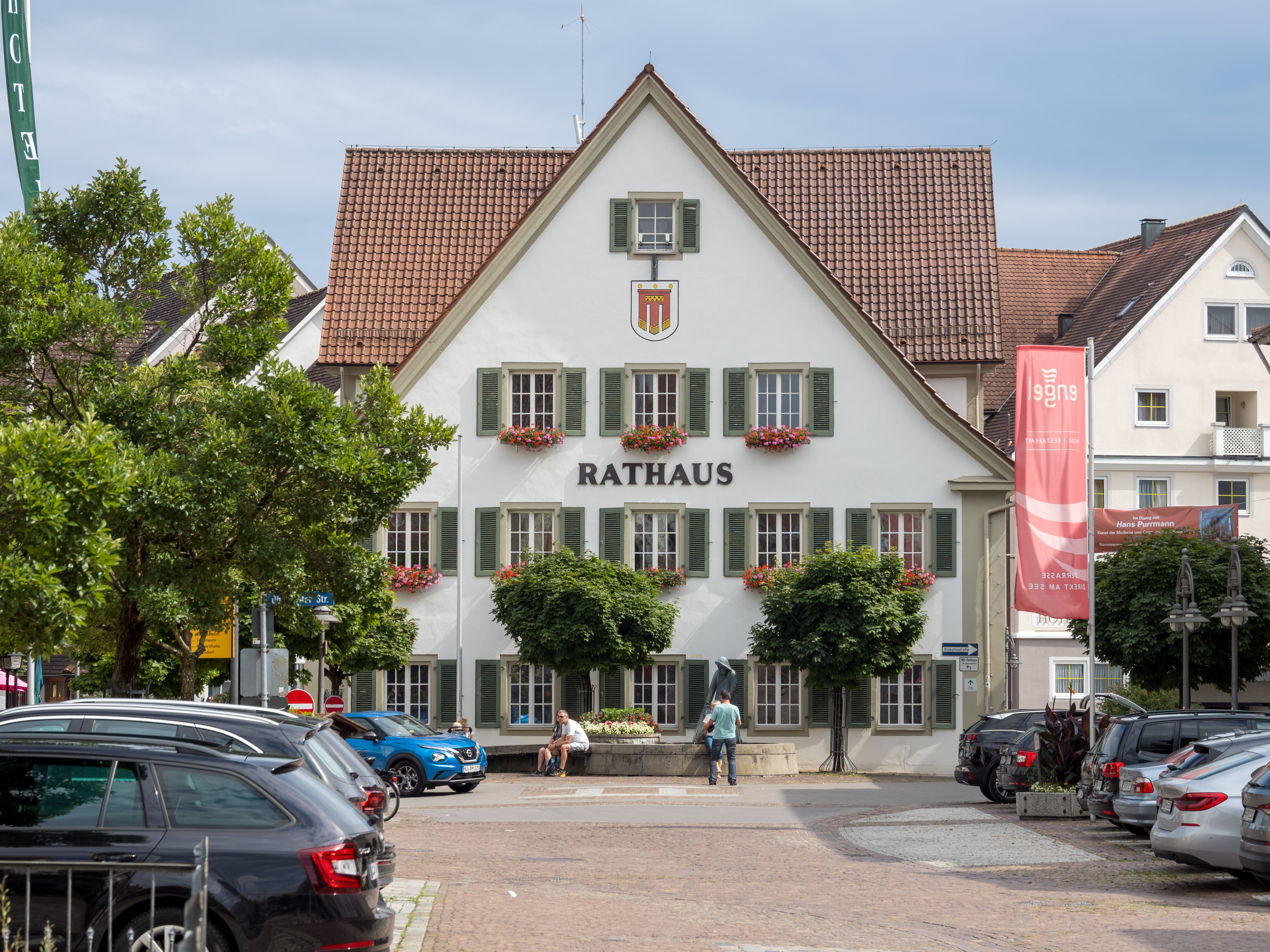
Rathaus Langenargen

### Verwaltungsverband
Langenargen bildet mit Kressbronn am Bodensee und Eriskirch einen Gemeindeverwaltungsverband, der seinen Sitz in Langenargen-Oberdorf hat.

### Gemeinderat
Der Gemeinderat in Langenargen besteht aus den 18 gewählten ehrenamtlichen Gemeinderäten und dem Bürgermeister als Vorsitzendem. Der Bürgermeister ist im Gemeinderat stimmberechtigt.
Die Kommunalwahl am 9. Juni 2024 führte zu folgendem Ergebnis. 
| Parteien und Wählergemeinschaften | Parteien und Wählergemeinschaften           | % 2024  | Sitze 2024 | % 2019 | Sitze 2019 | Kommunalwahl 2024 %50403020100 40,77 %32,17 %19,73 %7,32 % FWVCDUGrüneSPDGewinne und Verlusteim Vergleich zu 2019 %p 8 6 4 2 0 −2 −4 −6 −8−10−12+7,07 %p+6,07 %p−11,07 %p−2,08 %pFWVCDUGrüneSPD |
| FWV                               | Freie Wählervereinigung Langenargen         | 40,77   | 7          | 33,7   | 6          | Kommunalwahl 2024 %50403020100 40,77 %32,17 %19,73 %7,32 % FWVCDUGrüneSPDGewinne und Verlusteim Vergleich zu 2019 %p 8 6 4 2 0 −2 −4 −6 −8−10−12+7,07 %p+6,07 %p−11,07 %p−2,08 %pFWVCDUGrüneSPD |
| CDU                               | Christlich Demokratische Union Deutschlands | 32,17   | 6          | 26,1   | 5          | Kommunalwahl 2024 %50403020100 40,77 %32,17 %19,73 %7,32 % FWVCDUGrüneSPDGewinne und Verlusteim Vergleich zu 2019 %p 8 6 4 2 0 −2 −4 −6 −8−10−12+7,07 %p+6,07 %p−11,07 %p−2,08 %pFWVCDUGrüneSPD |
| GRÜNE                             | Offene Grüne Liste                          | 19,73   | 4          | 30,8   | 5          | Kommunalwahl 2024 %50403020100 40,77 %32,17 %19,73 %7,32 % FWVCDUGrüneSPDGewinne und Verlusteim Vergleich zu 2019 %p 8 6 4 2 0 −2 −4 −6 −8−10−12+7,07 %p+6,07 %p−11,07 %p−2,08 %pFWVCDUGrüneSPD |
| SPD                               | Sozialdemokratische Partei Deutschlands     | 7,32    | 1          | 9,4    | 2          | Kommunalwahl 2024 %50403020100 40,77 %32,17 %19,73 %7,32 % FWVCDUGrüneSPDGewinne und Verlusteim Vergleich zu 2019 %p 8 6 4 2 0 −2 −4 −6 −8−10−12+7,07 %p+6,07 %p−11,07 %p−2,08 %pFWVCDUGrüneSPD |
| gesamt                            | gesamt                                      | 100,0   | 18         | 100,0  | 18         | Kommunalwahl 2024 %50403020100 40,77 %32,17 %19,73 %7,32 % FWVCDUGrüneSPDGewinne und Verlusteim Vergleich zu 2019 %p 8 6 4 2 0 −2 −4 −6 −8−10−12+7,07 %p+6,07 %p−11,07 %p−2,08 %pFWVCDUGrüneSPD |
| Wahlbeteiligung                   | Wahlbeteiligung                             | 65,83 % | 65,83 %    | 66,5 % | 66,5 %     | Kommunalwahl 2024 %50403020100 40,77 %32,17 %19,73 %7,32 % FWVCDUGrüneSPDGewinne und Verlusteim Vergleich zu 2019 %p 8 6 4 2 0 −2 −4 −6 −8−10−12+7,07 %p+6,07 %p−11,07 %p−2,08 %pFWVCDUGrüneSPD |

### Wappen
| Wappen der Gemeinde Langenargen | Blasonierung: „In Silber (Weiß) an drei goldenen (gelben) Trageringen eine dreilatzige, golden (gelb) befranste rote Fahne, oben belegt mit einem kurzen, doppelreihig von Schwarz und Gold (Gelb) gespickelten Balken.“ |
| Wappen der Gemeinde Langenargen | Wappenbegründung: Um die Wende des 18. zum 19. Jahrhunderts verwendete das Obervogteiamt Langenargen ein Kanzleisiegel, dessen gespaltener Schild vorne die österreichische „Binde“, hinten die dreilatzige montfortische Fahne zeigt. Die 1453 mit Stadtrecht begabte, aber in der Folge nicht in diesem Rang verbliebene Gemeinde stand – abgesehen von Verpfändungen – seit 1290 unter der Herrschaft der Grafen von Montfort – einer Nebenlinie der Pfalzgrafen von Tübingen, seit 1780 unter der von Österreich. Sie führt angeblich schon seit 1899, mindestens aber seit 50 Jahren, das montfortische Wappen in ihren Siegeln. Der gespickelte Balken sowie die goldenen (gelben) Ringe und Fransen sollen die Unterscheidung dieses Gemeindewappens vom figurengleichen Wappen des Landes Vorarlberg gewährleisten. Das Landratsamt hat die Flagge am 24. Juni 1982 verliehen. |

### Schultheißen und Bürgermeister
- vor 1494:00: Franz
- um 15??:0:: Eglin
- um 1520:0:: Achill Werle
- 1526:–1000 Sebastian Stoppel
- 1557/1574:: Nikolaus Paumann (Baumann)
- 1580:–1000 Martin Giger (Geiger)
- 1590:–1000 Thoman Yelin (Jehle)
- um 1600:0:: Christoph Wocher, genannt „der Ältere“
- 1614:–1000 Hans Mayr
- 1624:–1000 Jakob Yelin (Jehle)
- 1638:–1000 Kuenlin
- 1640:–1000 Stübler
- 1642:–1000 Christoph Wocher, Neffe von Christoph Wocher d. Ä.
- 1656–1664: Georg Brugger
- 1665–1709: Leonhard Zwicklin
- 1709–1726: Nueber
- 1726–17??: Jakob Bachmann
- 17??–1756: Johann G. Bernhard
- 1756–1788: Anton Berger
- 1788–1799: Jakob Bernhard
- 1800–1812: Severin Schnell
- 1814:–1000 Gagg
- 1816:–1000 Johann Baptist Wocher
- 1819–1843: Ignaz Streicher
- 1843:–1000 Ottmar Wagner
- 1844–1849: Johann Gottlieb Hutten (1852 Auswanderung in die USA, 1848/49 auch Landtagsabgeordneter der parlamentarischen Linken)
- 1849–1852: Josef Meschenmoser (Amtsverweser)
- 1852–1853: Johann Nepomuk Bleyle (Amtsverweser)
- 1853–1854: Josef Schmeckenbecher
- 1854–1860: Lorenz Konrad
- 1860–1870: Anton Fuchsschwanz
- 1870–1874: Albert Schilling (auch bedeutender Ortschronist)
- 1874–1888: Franz Xaver Gläsle
- 1891–1907: August Friker, Zentrumspartei
- 1907–1931: Franz Xaver Mayr, Zentrumspartei
- 1931–1937: Anton Philipp Herter, parteilos
- 1937–1945: Oskar Hess, NSDAP
- 1945–1954: Alfred Wocher, CDU
- 1954–1974: Franz Eble, CDU
- 1974–1982: Lothar Grothe, CDU
- 1982–2012: Rolf Müller, CDU
- 2013–2020: Achim Krafft, CDU
- seit 2021::: Ole Münder, parteilos

### Städtepartnerschaften und Patenschaften
- Bois-le-Roi, seit 1991
- Noli, seit 2005
- Arbon am gegenüberliegenden Seeufer, seit 1963
- Höckendorf, Sachsen, seit 1990
- 3ème Régiment de Hussards, 1er Escadron, Immendingen, seit 2000
- Luftlandesanitätskompanie (SpezEins), 4./Luftlandeunterstützungsbataillon 262, Merzig, seit 2003

## Kultur und Sehenswürdigkeiten

### Museen

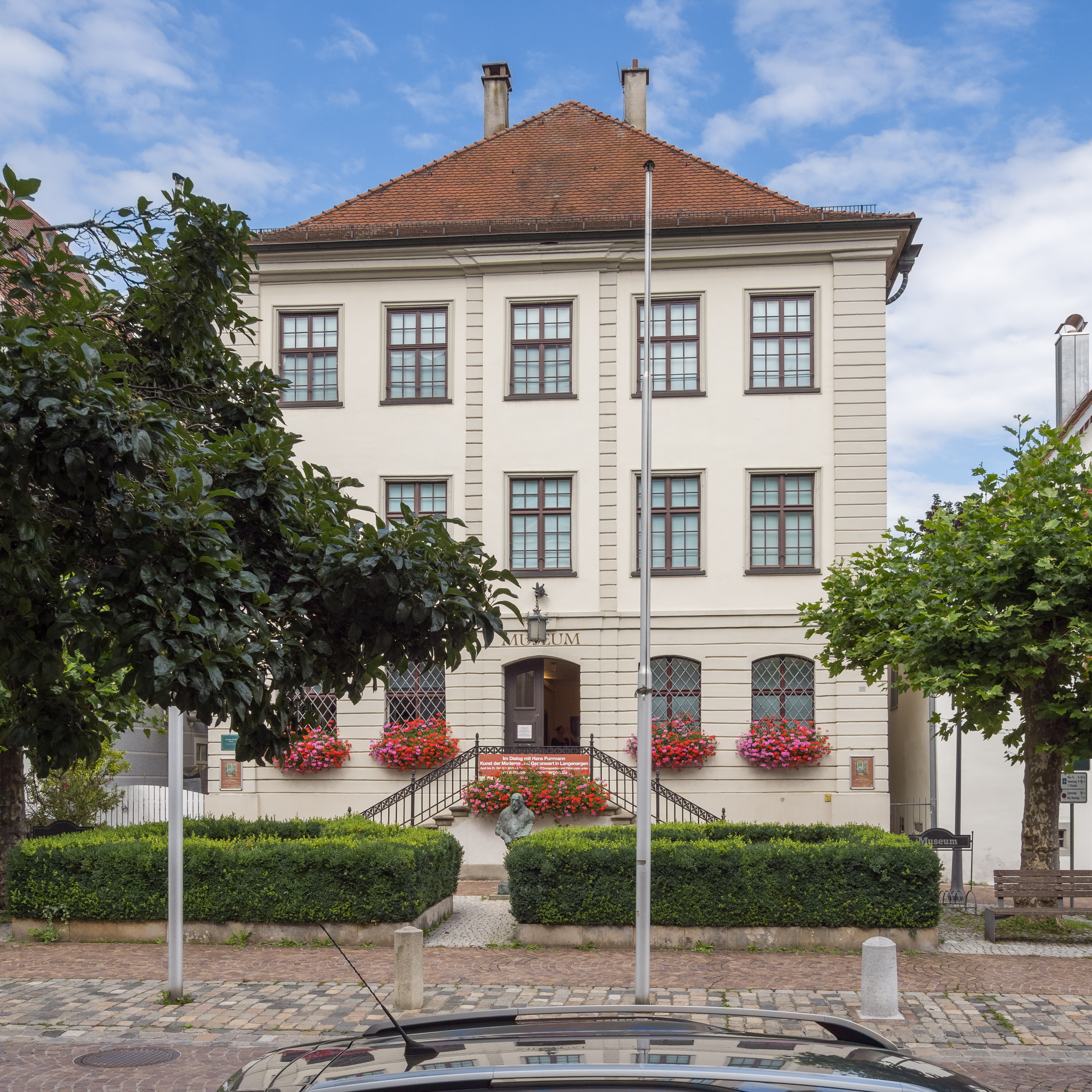
Museum Langenargen (ehem. Pfarrhaus)

Das Museum Langenargen ist ein Kunstmuseum im alten Pfarrhaus, das 1976 eröffnet wurde und Kunst aus Langenargen, der Grafschaft Montfort und der weiteren Region zeigt. Die Sammlung umfasst Gemälde, Plastiken und Münzen von der Romanik bis zur Gegenwart. Zu den ausgestellten Künstlern gehören Franz Anton Maulbertsch, Andreas Brugger, Karl Caspar, Hilde Broër, André Ficus, Berthold Müller-Oerlinghausen, Jan Balet, Marcel Dornier, Julius Herburger sowie Hans Purrmann und dessen Frau Mathilde Vollmoeller-Purrmann. Das Museum besitzt nach dem Purrmann-Haus in Speyer die zweitgrößte öffentliche Sammlung der Werke Hans Purrmanns in Deutschland. Purrmann (1880–1966) war ein wichtiger deutscher Maler und Grafiker der Klassischen Moderne. Seit 2018 sammelt und präsentiert das Museum auch verstärkt Gegenwartskunst, insbesondere von den in Langenargen wohnenden Künstlerinnen Inge Kracht, Dietlinde Stengelin und Annette Weber.

### Theater
Die Langenargener Festspiele sind ein Privattheater, das vorrangig Eigenproduktionen in den Sparten Erwachsenen- und Familientheater freilicht im Schlosspark an der Konzertmuschel zeigt, bei schlechter Witterung in der Kulturstätte Münzhof.

### Bauwerke
Langenargen liegt an der Südroute der Oberschwäbischen Barockstraße.
- Schloss Montfort: Das Wahrzeichen der Gemeinde Langenargen, 1861–1866 unter dem Namen „Villa Argena“ erbaut, sollte Wilhelm I. von Württemberg und seinem Thronfolger Karl als Lustschloss dienen. Als architektonisches Vorbild diente die orientalische Bauweise, zahlreiche maurische Architekturmerkmale sind angebracht. Das Schloss entstand auf einer Landzunge am Platz der Ruine der Wasserburg Argen. Seit dem Mittelalter war die frühere Halbinsel durch die Burganlage der Grafen von Montfort befestigt. 1873 hatte es Luise Prinzessin von Preußen, Nichte Kaiser Wilhelms I., als Residenz erworben. Jahrzehntelang nutzte die Prinzessin Montfort für ihren Sommeraufenthalt.[10]

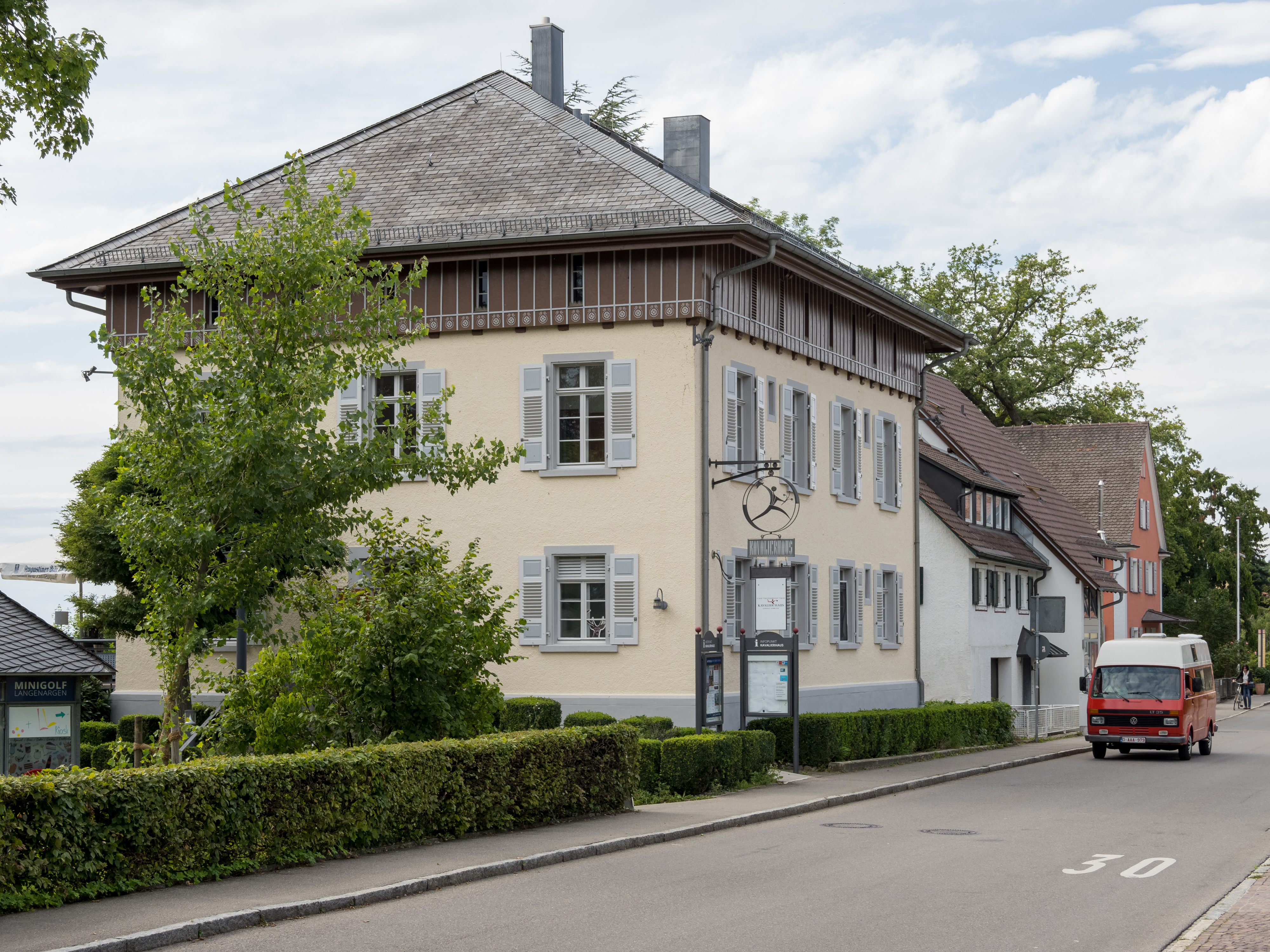
Kavalierhaus in Langenargen

- Kavalierhaus Langenargen, 1866 als Ergänzung von Schloss Montfort errichtet
- Hospital zum Heiligen Geist
- Korn- und Lagerhaus am Gemeindehafen, das Gebäude beherbergt heute das Zollhaus
- Montfortisches Amtshaus
- Hängebrücke über die Argen, die 1896–1897 unter König Wilhelm II. von Karl von Leibbrand erbaute Kabelhängebrücke überspannt die Argen zwischen Langenargen und Kressbronn; die drittälteste Hängebrücke Deutschlands hat eine Spannweite von 72 Meter.
- Konzertmuschel Langenargen, errichtet im Jahr 1963.

#### Kirchen und Kapellen

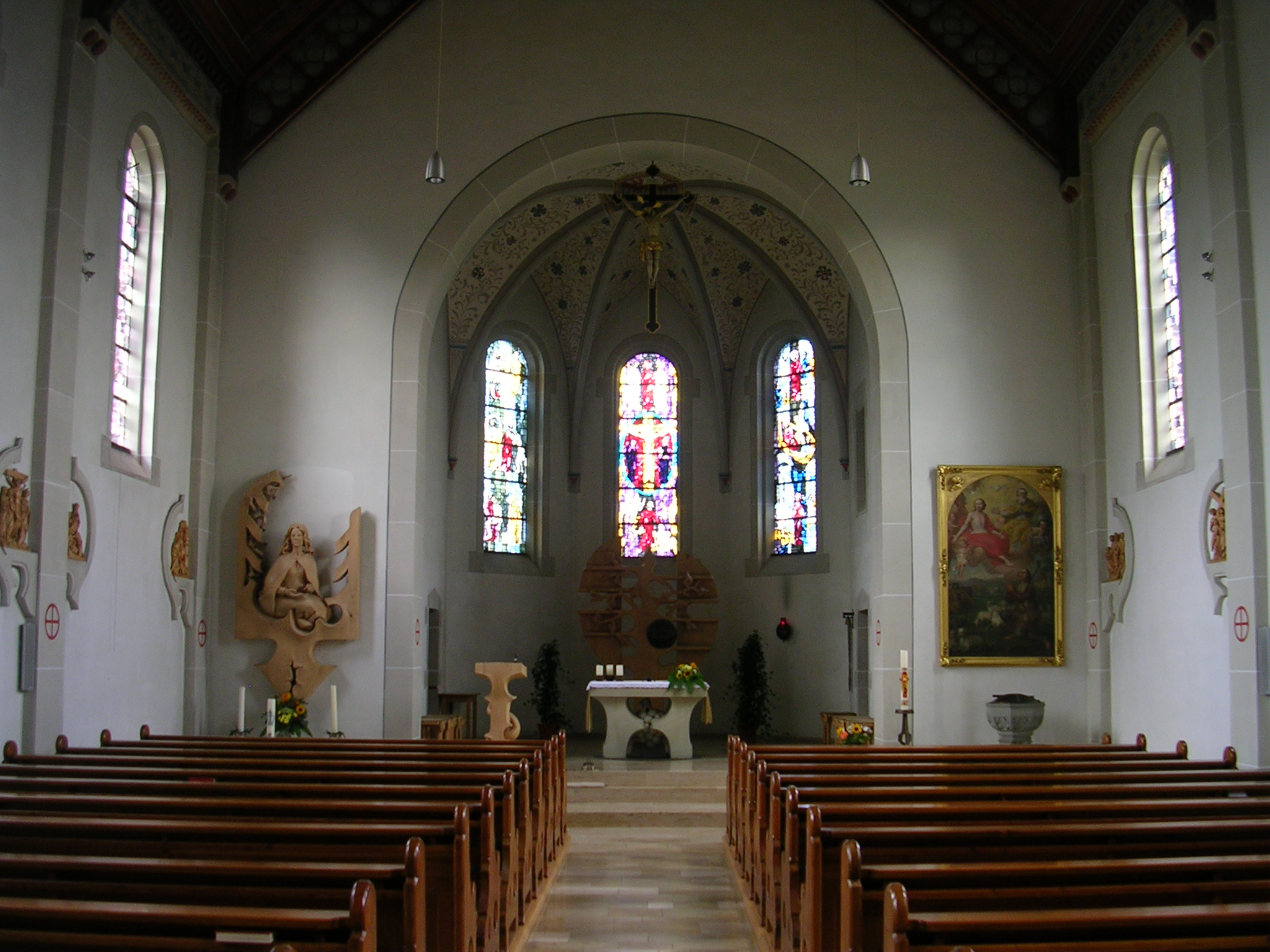
Innenraum der Pfarrkirche St. Wendelin

- St. Martin (Langenargen), von 1718 bis 1721 unter dem Grafen Anton III. von Montfort und seiner Gemahlin Maria Anna Gräfin von Thun und Hohenstein errichtet und 1722 geweiht, Kirchturm und Pfarrhaus baute Graf Ernst von Montfort († 1780) im Jahr 1735;[11] zusammen mit dem anschließenden Spital Zum Heiligen Geist, dem heutigen Altenheim, prägt das Gebäudeensemble wesentlich den Marktplatz als historischen Ortskern Langenargens, 1728 wurde die Marienkapelle an die Kirche angebaut
- Pfarrkirche St. Wendelin in Oberdorf (1827 erbaut)
- Friedhofskapelle St. Anna in Langenargen, der romanische Chor der abgetragenen ehemaligen St. Martinskirche wurde 1722 geweiht
- Evangelische Friedenskirche, 1912 von Heinrich und Alfred Weiß gestiftet; letzterer war ein direkter Nachkomme mütterlicherseits des Reformators Martin Luther. Sie wurde im Dezember 1914 geweiht. Die Kirche bildet mit Gemeindehaus und Pfarrhaus eine architektonische Einheit. In den 1960er-Jahren wurde die Kirche renoviert und dabei die Gestaltung im Jugendstil entfernt. Im Zuge dessen fand auch die Namensgebung statt. Seit 2001 erinnert ein Fenster an den aus Langenargen stammenden Reformator Urbanus Rhegius. Die Balken des seit 2014 neu gestalteten Kruzifix stammen aus der kriegsbeschädigten Schlosskirche Friedrichshafen, während der Korpus aus der Jugendstil-Kirche stammt.
- Neuapostolische Kirche

#### Andere
- Zentrum für Buddhismus und Thailändische Kultur-Bodensee e. V.: 2010 hat die thailändische Gemeinde das Zentrum für Buddhismus und Thailändische Kultur-Bodensee mit buddhistischem Tempel eingeweiht und hält dort seitdem auch regelmäßige Veranstaltungen ab.

### BMK-Yachthafen
Der Yachthafen mit rund 750 Liegeplätzen ist der zweitgrößte am Bodensee.

### Großer und Kleiner Hafenkran

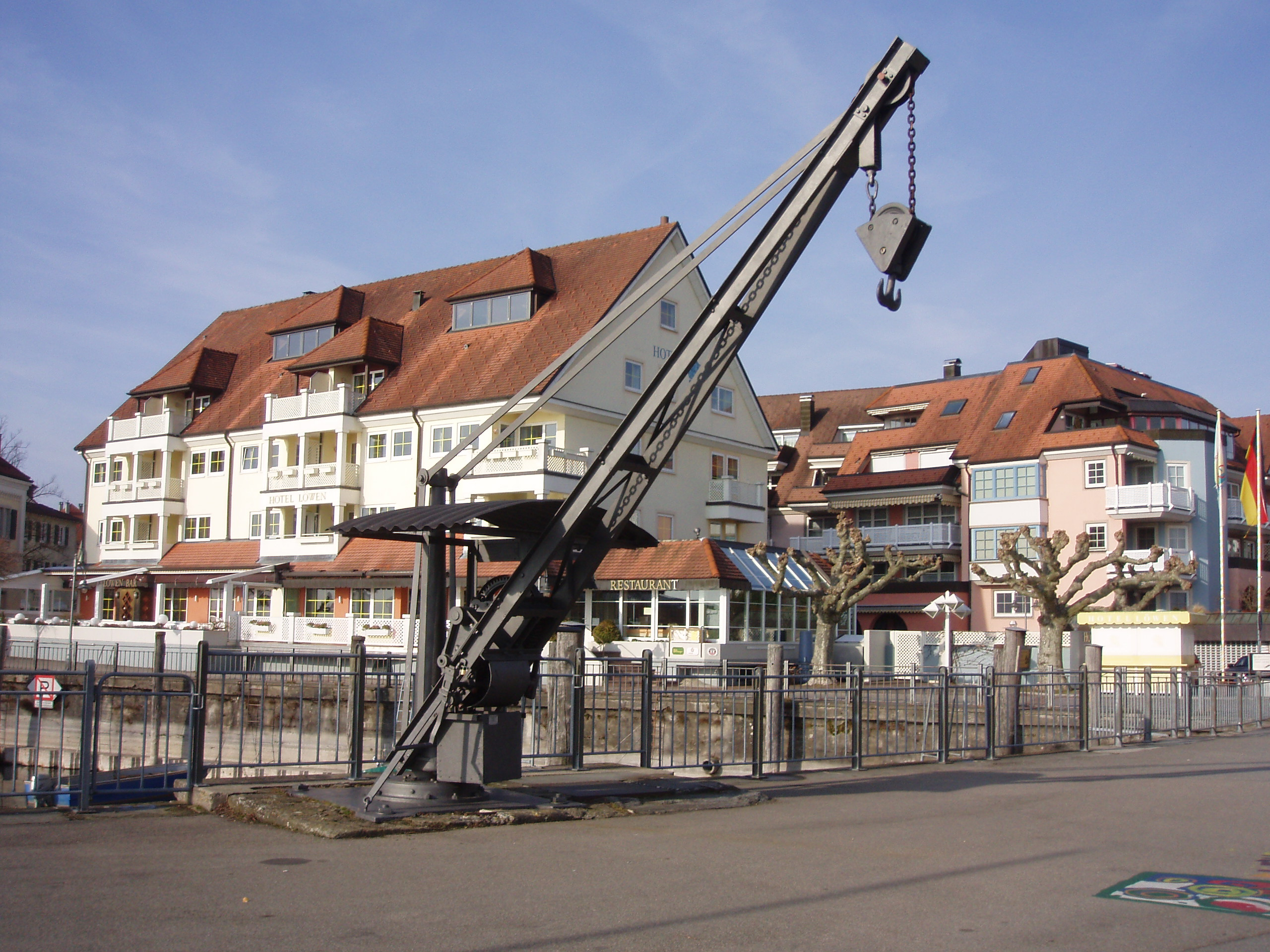
Kleiner Hafenkran

Am Hafen von Langenargen stehen zwei historische Hafenkräne. Der Große Hafenkran wurde um 1900 gebaut und 2006 restauriert, der Kleine Hafenkran stammt aus dem Jahr 1909 und wurde 2005 restauriert. Sie wurden von der Denkmalstiftung Baden-Württemberg zum „Denkmal des Monats Dezember 2005“ ernannt.
Am Langenargener Hafen ist der Bedeutungswechsel vom Lastschiffverkehr zur Freizeitschifffahrt deutlich erkennbar. Die Anlegestelle der Güterschifffahrt entwickelte sich hin zu einem zeitweilig relativ bedeutenden Handelshafen, verlor diese Stellung nahezu vollkommen und erhielt mit dem aufkommenden Tourismus eine neue Bedeutung als Freizeit-Marina. Bis heute blieb seine Funktion als Heimstätte vieler Berufsfischer erhalten.

### Skulpturen und Objekte

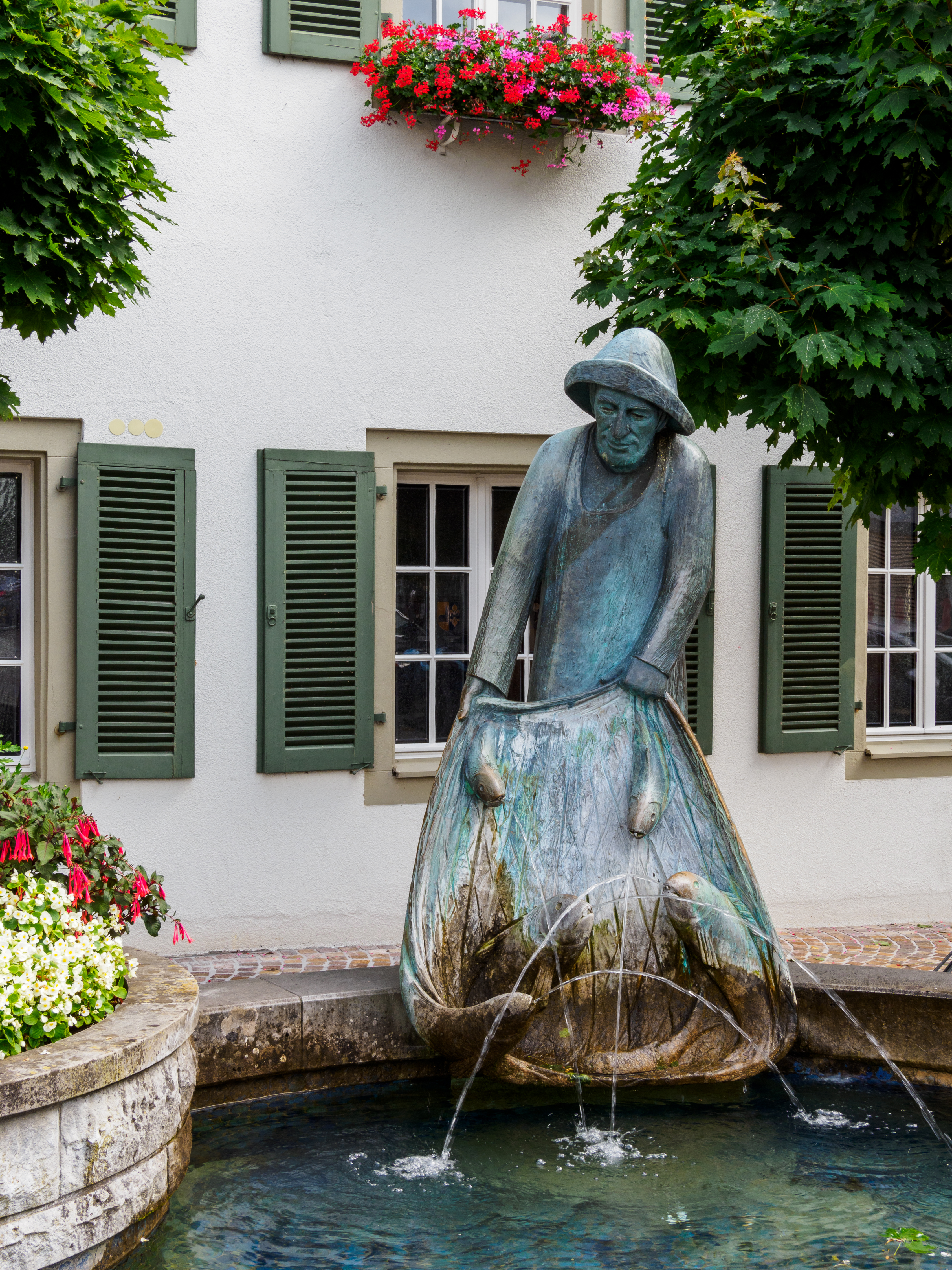
Figur des Fischerbrunnens vor dem Rathaus

### Regelmäßige Veranstaltungen

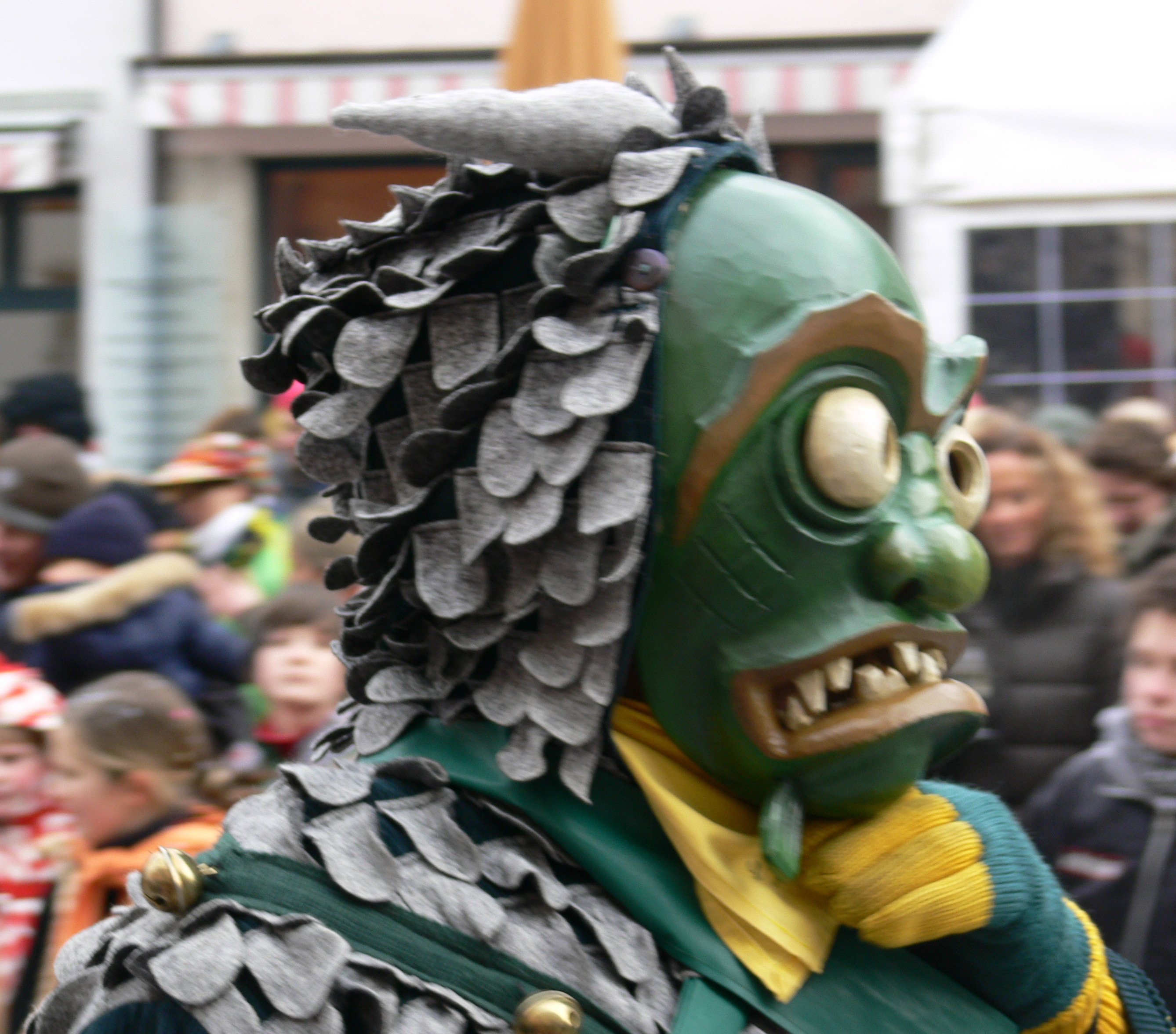
Schussengeist der Narrenzunft „d’Dammglonker“ Langenargen

- Münzhof: Veranstaltungszentrum von Langenargen, Kleinkunstbühne und Bücherei
- Langenargener Schlosskonzerte: Klassik, Jazz und Crossover im „Schloss Montfort“
- Langenargener Festspiele: Sommertheater am Bodensee[13]
- Segelregatta Match Race Germany
- Uferfest mit Klangfeuerwerk und traditionellem Fischerstechen
- Kavalierhaus: Produzentengalerie
- Promenadenkonzert und andere Auftritte in der Konzertmuschel
- Weihnachtsmarkt im „Städtle“
- Fastnachtsbrauchtum mit großem Narrensprung
- Internationales Fußball-A-Junioren-Turnier über Pfingsten

## Wirtschaft
Bis heute spielt die Landwirtschaft, vor allem der Obstbau, eine gewisse Rolle in Langenargen, hauptsächlich im ländlichen Teilort Oberdorf. Die Gemeinde lebt vor allem vom Tourismus sowie von Handwerks- und kleineren bis mittleren Gewerbebetrieben. Der größte Arbeitgeber im Ort ist die Firma Vetter Pharma. Als 'Entdeckerin' Langenargens für den Fremdenverkehr gilt Annette von Droste-Hülshoff, die ihren Besuch vor Ort im Jahr 1842 literarisch verewigte: „Versäume ja Langenargen nicht.“ Mitte des 19. Jahrhunderts begann der planmäßige Ausbau der touristischen Infrastruktur, gegenwärtig zählt Langenargen pro Jahr rund 250.000 Übernachtungen. Langfristig ist der Ausbau der Gewerbestruktur durch entsprechende Wirtschaftsfördermaßnahmen geplant.
Die Energieversorgung erfolgt durch das Regionalwerk Bodensee. In der Fischbrutanstalt Langenargen werden Bodenseefische erbrütet und im baden-württembergischen Teil des Bodensees eingesetzt.

## Infrastruktur

### Verkehr

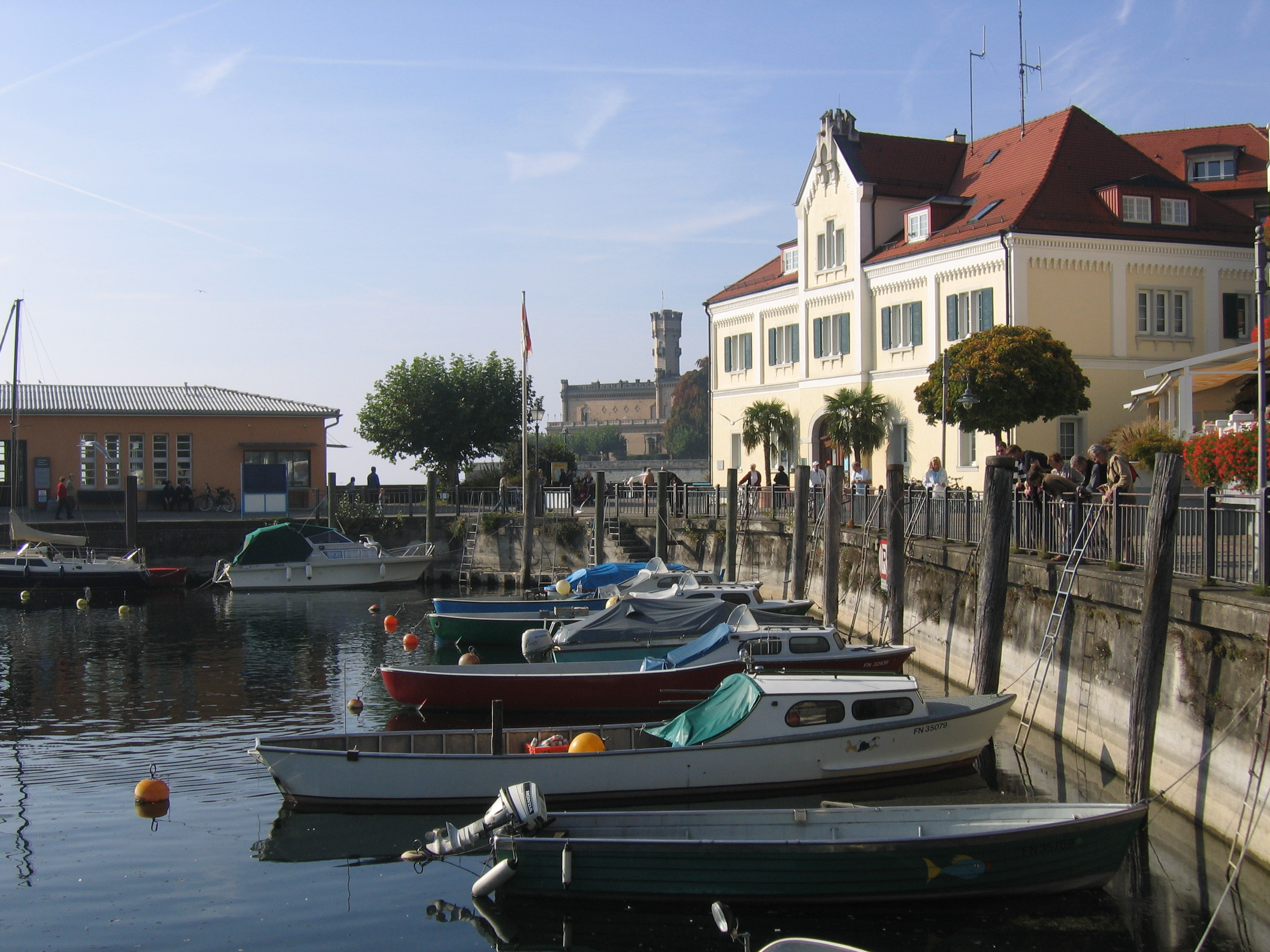
Hafen

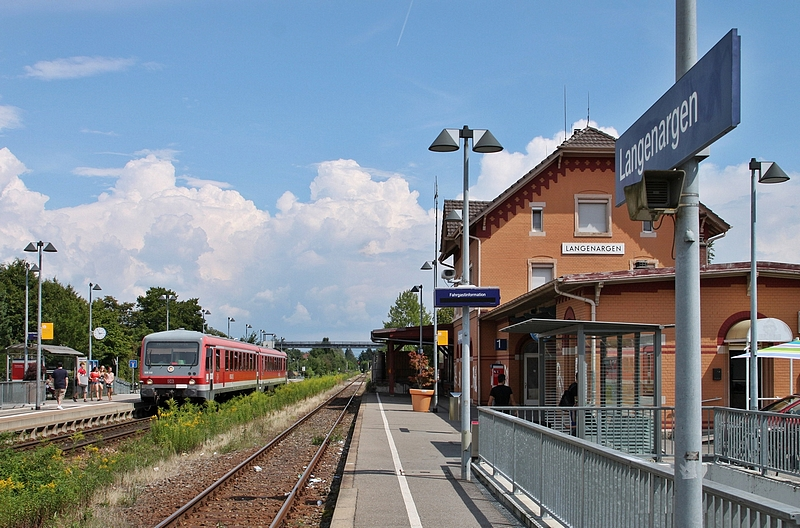
Triebwagen der Baureihe 628 auf dem Weg von Lindau nach Friedrichshafen in Langenargen

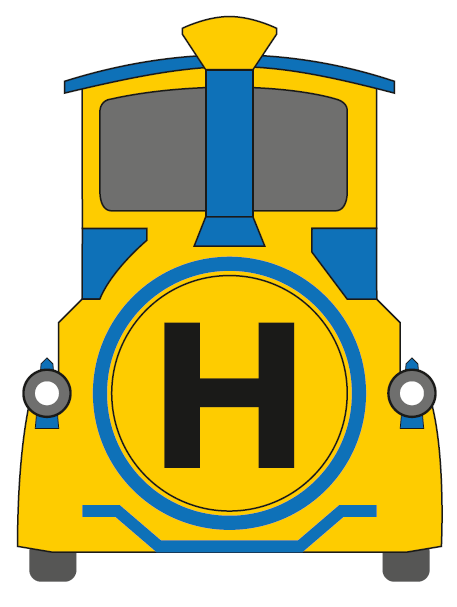
Logo des „FUN(K)-Bähnle“

Langenargen liegt drei Kilometer südlich der Bundesstraße 31 zwischen Friedrichshafen und Lindau.
Die Gemeinde wird von der Deutschen Bahn AG durch die Bahnstrecke Friedrichshafen–Lindau bedient und kann vom See her mit den Linien der Bodensee-Schiffsbetriebe erreicht werden. Sie gehört dem Bodensee-Oberschwaben Verkehrsverbund (bodo) an. Mit dem Bus kann man Langenargen über die Linie 224 (Strauss Reisen) aus Richtung Tettnang und der Linie 7587 (RAB) aus Friedrichshafen erreichen.
Durch eine Alltagsroute aus dem Radnetz Baden-Württemberg ist Langenargen über Eriskirch mit Friedrichshafen sowie in der anderen Richtung über Kressbronn bis zur Landesgrenze mit Lindau verbunden.
Als direkt am See liegende Gemeinde ist Langenargen auch Station des Bodensee-Radwegs und des Bodensee-Rundwegs. Der Bodensee-Radweg ist auf der Nordseite des Sees auch ein Teil der D-Route 8 (Rhein-Route).
Von 2011 bis 2016 pendelte das sogenannte FUN(K)-Bähnle zwischen Langenargen und Kressbronn. Bis zu sechsmal am Tag beförderte es bis zu je sechzig Personen. Es gab fünf Haltestellen auf Langenargener und vier auf Kressbronner Gemeindegebiet. Da die Gemeinde Langenargen seit 2017 die Echt Bodensee Card (kurz EBC) anbietet, die die kostenlose Nutzung von Bus und Bahn für die Feriengäste in Langenargen ermöglicht, wurde das FUN(K)-Bähnle zum Jahr 2017 eingestellt.

### Behörden
Am Malereck befindet sich das Institut für Seenforschung.

### Bildungseinrichtungen

#### Schulen
- Grundschule Franz-Anton-Maulbertsch-Schule

#### Kindergärten
- Evangelischer Kindergarten
- Katholischer Kindergarten St. Elisabeth, Langenargen
- Katholischer Kindergarten St. Theresia, Oberdorf
- Kindergarten der Gemeinde, Bierkeller-Waldeck
- Kinderbetreuung und Elterntreff Rumpelstilzchen e. V.
- See- und Waldkindergarten Langenargen

### Freizeit- und Sportanlagen, öffentliche Einrichtungen
- Strandbad mit beheiztem Freischwimmbecken und Kinderspaßbecken mit Wasserrutsche (geöffnet von Mitte Mai bis Mitte September)
- Schwimmhalle Langenargen (von Anfang April bis Ende September geschlossen)
- Sportzentrum
- Jugendmusikschule
- Seniorenbegegnungsstätte
- Gemeindearchiv mit ortsgeschichtlicher Fachbibliothek
- Jugendtreff Stellwerk
- Bücherei im Münzhof

## Persönlichkeiten

### Ehrenbürger
- 1844, Peter Joseph von Lindpaintner (1791–1856), Dirigent und Komponist
- 1907, August Friker (1862–1923), Schultheiß von 1891 bis 1907.
- 1955, Albert Schöllhammer (1875–1960), Garten-Obermeister, Gemeinderat (DVP)
- 1955, Eugen Kauffmann (1882–1972), Unternehmer und Gemeinderat
- 2001, Eduard Hindelang (1923–2016), Vorsitzender des Museumsvereins

### Söhne und Töchter der Stadt
- Urban Rieger, genannt Urbanus Rhegius (1489–1541), Reformator
- Moritz Thomann SJ (1722–1805), Missionar in Asien und Afrika
- Franz Anton Maulbertsch (1724–1796), österreichischer Maler der ausgehenden Barockzeit
- Joseph Reebmann (1730–1812), ab 1782 Kuratkaplan von Ratzenried im Bistum Konstanz, Professor der Theologie an der Universität Freiburg im Breisgau
- Joseph Anton Gagg (1797–1887), Oberlehrer, Ehrenbürger von Friedrichshafen
- Fridolin Schneider (1850–1922), Pädagoge und Politiker (Zentrum), Mitglied des Reichstags
- Johannes Baptist von Kiene (1852–1919), Jurist und Politiker (Zentrum), Verkehrs- und Justizminister von Württemberg 1918/1919
- Heinrich Hauber (1904–1983), Maler
- Christoph Wocher (1924–2022), Jurist, Vorstand der Wüstenrot Holding und der Bausparkasse bis 1989, Ehrenmedaille in Gold der Gemeinde.[18]
- Josef Christ (* 1956), Richter des Bundesverfassungsgerichts
- Bruno Kurz (* 1957), Maler und Installationskünstler

### Weitere Persönlichkeiten

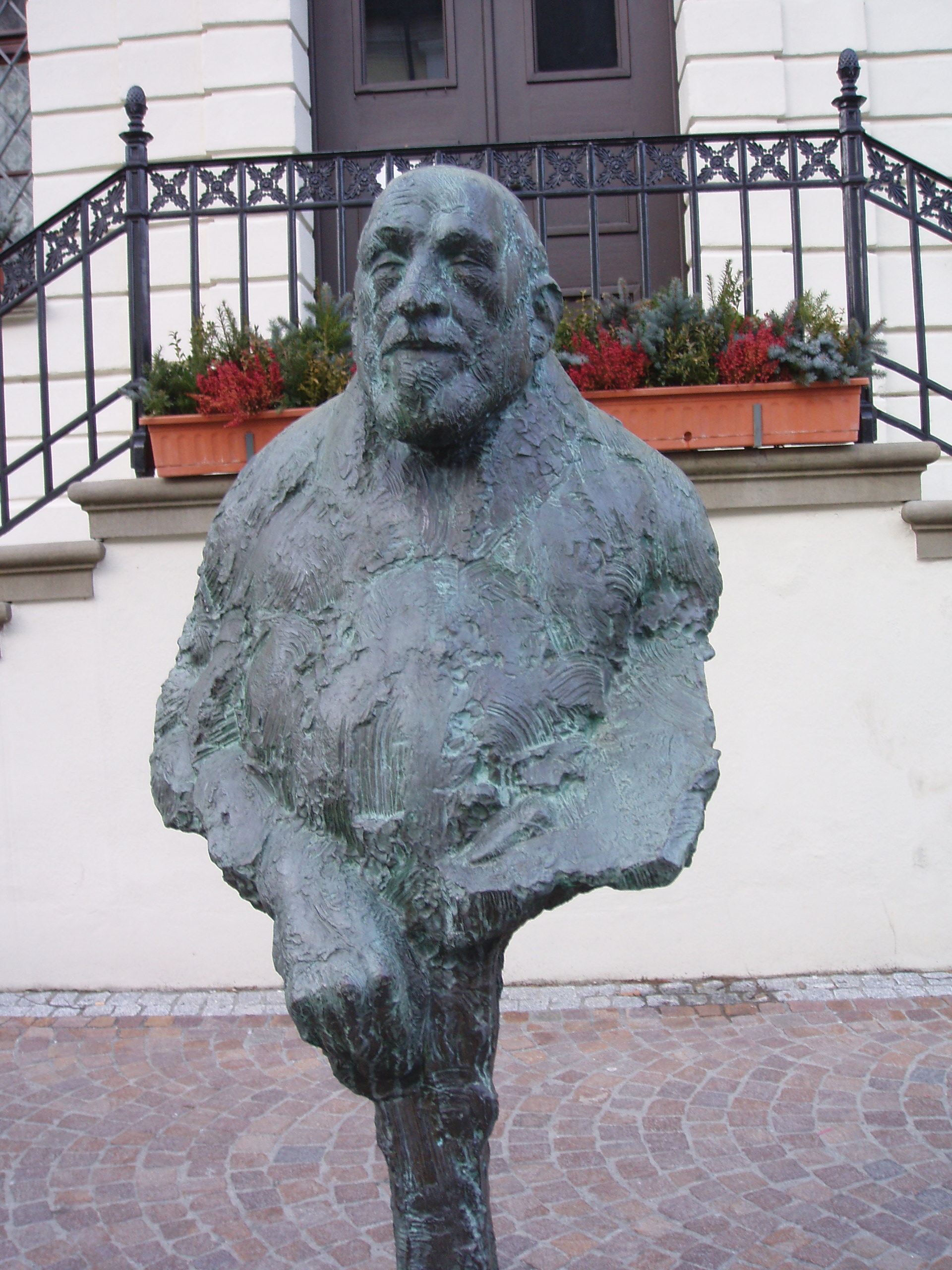
Hans-Purrmann-Büste im Ortskern

- Achilles Pirminius Gasser (1505–1577), Historiker, Mediziner und Astrologe, verbrachte einen Teil seiner Jugend in Langenargen
- Anton III. von Montfort (1670–1733), war Graf zu Tettnang und Langenargen
- Andreas Brugger (1737–1812), in Kressbronn geborener und später in Langenargen ansässiger bedeutender Öl- und Freskomaler
- Franz Joseph Salwirk (1762–1820), in Langenargen aufgewachsener Münzgraveur, der an der Mailänder Münze wirkte
- Franz Anton Kiene (1777–1847), Orgelbauer, seit 1828 in Langenargen ansässig
- Prinzessin Luise von Preußen (1829–1901), erwarb im Jahr 1873 das Schloss Montfort als Sommersitz
- Wilhelm Olivier von Leube (1842–1922), Universitätsprofessor und Rektor der Julius-Maximilians-Universität Würzburg, Besitzer von Schloss Montfort ab 1902
- Erich Schultz-Ewerth (1870–1935), Jurist, Geheimer Regierungsrat, letzter Kaiserlicher Gouverneur von Deutsch-Samoa (1912–1919), in den 1920er Jahren in Langenargen ansässig
- Wilhelm Bleyle (1850–1915), Gründer des Textilunternehmens Bleyle, einer seit 1661 in Langenargen ansässigen Familie entstammend
- Hans Purrmann (1880–1966), Maler, von 1919 bis 1935 in Langenargen ansässig und dort beerdigt
- Reinhard Demoll (1882–1960), Zoologe und Universitätsprofessor, Initiator des Instituts für Seenforschung und Seenbewirtschaftung Langenargen
- Alfred Radspieler (1885–1973), Studienprofessor, Reformpädagoge, 1912 Gründer und Direktor des „Württembergischen Landerziehungsheims Langenargen“
- Jan Balet (1913–2009), Maler, Grafiker und Illustrator, verbrachte einen Teil seiner Kindheit (1916–1920) bei seinen Großeltern, der Familie Eggert, in Langenargen